# Csömör
Csömör es un pueblo en Hungría, en el Condado de Pest, en el área metropolitana de Budapest en la subregión de Gödöllő. Está ubicada al oeste de Kistarcsa, al norte del distrito XVI de Budapest, en la parte del oeste de las colinas Gödöllő, en el giro de la corriente de Csömör. Tiene una población de 10,365 (2022).

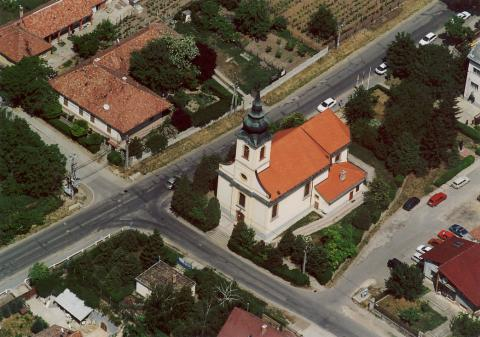
Fotografía de Csömör mostrando la iglesia católica.

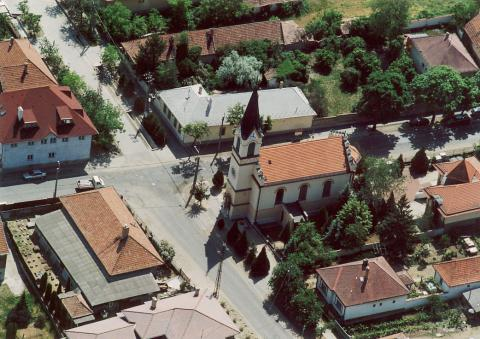
Fotografía de Csömör mostrando la iglesia del luterana.

## Historia
Se encontraron piezas de cerámica a partir de la Nueva Edad de Piedra (3200-3000 a. C.) en el área de Urasági.
Las piezas de cerámica fueron encontradas de la Edad de Bronce (1900-1800 a. C.) en el área de Urasági y Szeder-völgyi-dűlő.
Fue excavado un cementerio celta detrás de la cadena, que es de la Edad del Hierro (380-300 a. C.). Entre los troves hay brazaletes, fíbulas, trapos, una vaina con una espada, y una cadena.
Durante el tercer y cuarto siglo, había un pueblo sármata en el área de Csömör, a ambos lados de la corriente. Durante las exploraciones, se encontraron un recipiente romano y una cerámica.
Piezas de recipiente fueron encontrados en el área de Réti-dűlős y Rétpótlék de la edad de Avar.